# ریچارد مک‌کئون
ریچارد مک‌کئون (انگلیسی: Richard McKeon؛ ۲۶ آوریل ۱۹۰۰ – ۳۱ مارس ۱۹۸۵) فیلسوف اهل ایالات متحده آمریکا بود. وی به مدت طولانی استاد در دانشگاه شیکاگو بود.